# Alexandre Charles Nicolas Amé de Saint-Didier
Pour les articles homonymes, voir Saint-Didier.
Alexandre Charles Nicolas Amé de Saint-Didier, né le 19 mars 1778 à Versailles, mort le 15 avril 1850 à  Ferreux-Quincey (Aube), est un haut fonctionnaire et homme politique français du XIXe siècle.

## Biographie
Il est le fils de messire Jean Charles Nicolas Amé, chevalier, seigneur de Saint-Didier, et de dame Michelle Honoré Marie Delisle. 

### Carrière
Alexandre Charles Nicolas est nommé (13 pluviôse an XIII) préfet du Palais le (2 février 1805) par Napoléon Ier. Il est créé baron de l'Empire le 12 novembre 1809. Le 1er août 1810, il est nommé auditeur au Conseil d’État.
Après la révolution de 1830, il entra  dans l'administration préfectorale. Successivement préfet des départements de l'Aube et de Seine-et-Marne, il est appelé à la pairie par une ordonnance du 10 novembre 1838.
Il est admis à la retraite de préfet le 29 avril 1839, avec traitement de pension de 2 457 francs avec effet rétroactif à compter du 11 novembre 1838.
Jusqu'à la Révolution française de 1848, qui le rendit à la vie privée, il soutient de ses votes le gouvernement de Louis-Philippe Ier.

### Vie familiale
Alexandre Charles Nicolas est le premier enfant issu du mariage (30 mai 1777) de Jean Charles Nicolas Amé ( † 1781), chevalier, seigneur de Saint-Didier, et de dame Michelle Honoré Marie Delisle, le second étant Edmé Hippolyte Amé de Saint-Didier (18 juin 1779 - Versailles † 21 juin 1846 - Versailles), auditeur au Conseil d’État (1809-1814), inspecteur général de la comptabilité centrale au ministère du Trésor (1805-1814), receveur général des finances au département de Seine-et-Oise (1814-1846), dont postérité.
Le baron se marie le 24 novembre 1804 (Paris VIIe) avec Adélaïde Cornélie Suzanne (19 novembre 1786 † 19 mai 1856), fille du général-comte Dumas. De leur union naquit :
1. Armand-André (18 septembre 1806 - Paris Ier † 7 avril 1887 - Paris VIIIe), marié le 28 janvier 1836 (Paris VIIIe) avec Louise Pedra (22 novembre 1816 - Londres † 4 mai 1897 - Paris VIIIe, lors de l'incendie du Bazar de la Charité), sans postérité. En 1881, il est vice président du conseil d'administration de la Compagnie des chemins de fer du Nord[2]. ;
2. Adélaïde Charlotte Julie (5 octobre 1807 † 1862), mariée avec Alphonse-Denis de Loynes (22 mai 1803 - Paris † 28 avril 1876 - Paris), conseiller référendaire à la cour des comptes, dont postérité.

Il est enterré au cimetière du Père-Lachaise (36e division).

## Fonctions
- Préfet du Palais le 13 pluviôse an XIII (2 février 1805) ;
- Auditeur au Conseil d’État le 1er août 1810 ;
- Préfet de l'Aube, nommé le 2 août 1830, installé à Troyes le 5 du même mois ;
- Préfet de Seine-et-Marne nommé le 4 décembre 1832, installé à Melun le 25 du même mois ;
- Pair de France (ordonnance du 10 novembre 1838).

## Titres
- Baron de l'Empire par lettres patentes du 12 novembre 1809.

## Armoiries
| Image | Armoiries |
| ----- | --- |
|       | Armes du baron Saint-Didier et de l'Empire Armes primitives : D'or, à trois mûres au naturel, posées 2 et 1, au chef d'azur, chargé de deux colombes affrontées d'argent. Armes de Baron de l'Empire : Coupé : au I, parti : a) d’azur à deux colombes affrontées d’argent ; b) du quartier des Barons officier de la maison de l'Empereur, au II, d’or à trois œillets de pourpre, tigés et feuillés de sinople, 2 et 1. Livrées : blanc, rouge, bleu, jaune, violet, vert. |